# Sechiopsis
Sechiopsis là một chi thực vật có hoa trong họ Cucurbitaceae.

## Loài
Chi Sechiopsis gồm 4 loài bản địa Mexico và Guatemala:
- Sechiopsis diptera Kearns, 1992: Chiapas (Mexico).
- Sechiopsis distincta Kearns, 1992: Oaxaca, Chiapas (Mexico).
- Sechiopsis laciniata (Brandegee) Kearns, 1992 (= Sechiopsis laciniatus): Chiapas (Mexico) và Guatemala.
- Sechiopsis tetraptera Dieterle, 1980: Tây nam Mexico.
- Sechiopsis triquetra (Moc. & Sessé ex Ser.) Naudin, 1866: Mexico.